# Churchill College
Il Churchill College è uno dei college che costituiscono l'Università di Cambridge. Fondato nel 1958, deve il suo nome in memoria di Winston Churchill. È uno dei collegi più nuovi ed ospita in totale 650 studenti; si trova nella periferia della città di Cambridge. Le donne sono state ammesse a partire dal 1972. Il college ammette principalmente studenti nelle aree scientifiche (circa il 70%).